# Banco del Mutuo Soccorso
Banco del Mutuo Soccorso – włoski zespół wykonujący rock progresywny.

## Dyskografia
Na dyskografie zespołu składają się następujące albumy:
- 1972 Banco del Mutuo Soccorso
- 1972 Darwin!
- 1973 Io sono nato libero
- 1975 Banco
- 1976 Garofano rosso
- 1976 Come in un'ultima cena
- 1976 As In a Last Supper
- 1978 …di terra
- 1979 Canto di primavera
- 1979 Capolinea
- 1980 Urgentissimo
- 1981 Buone notizie
- 1983 Banco
- 1985 ...e via
- 1989 Donna plautilla
- 1989 Non mettere le dita nel naso
- 1991 Darwin
- 1991 Da qui messere si domina la valle
- 1994 Il 13
- 1996 Banco d'accusa
- 1997 Nudo
- 2003 No palco
- 2005 Seguendo le tracce